# Олександр Огородник
Олександр Огородник (пол. Ołeksandr Ohorodnyk; нар. 8 липня 1900, Здолбунів) — український громадсько-політичний діяч, депутат сейму V каденції Польської Республіки (1918—1939).

## Життєпис
Закінчив початкову школу в Здолбунові та (у 1918 р.) Технікум Міністерства шляхів сполучення в Києві. У 1918 році вступив до партизанського загону, з якого перейшов до Війська Польського. Після війни працював у міській раді в Рівному, постійно проживав у Здолбунові. Був членом Головної Ради та головою окружної управи Волинського Українського об'єднання.
У 1938 році був обраний депутатом парламенту по виборчому округу № 58. Про свою клубну приналежність у Сеймі не заявив. 
Даних про його подальшу долю немає.